# 維索克 (托馬什皮利區)
48°28′59″N 28°47′29″E / 48.48306°N 28.79139°E
維索克（烏克蘭語：Високе）是位於烏克蘭西南部文尼察州裏圖利欽區的村莊，始建於1700年，面積1.69平方公里，海拔高度285米，2001年人口806，人口密度每平方公里476.64人。